# 渡辺勇次郎

渡辺 勇次郎（わたなべ ゆうじろう、男性、1889年11月11日 - 1956年6月28日）は、日本のプロボクサー。栃木県矢板市出身。日本最初の本格的ボクシングジムを創設、幾多の名選手を育て日本における「ボクシングの父」と呼ばれる。

## 略歴
1906年、旧制真岡中学校を中退。柔道初段であったが、教師に暴力振るい放校処分に。
語学を学び貿易商を志して単身渡米。サンフランシスコで働きながらボクシングの心得のある白人の不良に喧嘩で倒されたことがきっかけでボクシングに興味を持ったのだという。本格的にボクシングを学ぼうとボクシングジムを物色したものの、当時のアメリカは日本人排斥運動が盛んな時代で、白人のジムは日本人の渡辺を差別してどこも門前払いであった。色々駆けずり回った結果、黒人のターナー師範が経営するボクシングジムに入門して本格的にボクシングを学ぶことになった。渡辺は、持ち前のガッツでみるみる上達して頭角を現し、入門から半年でアマチュア大会初参戦3RTKO（1戦1勝1RSC)経て1908年にカリフォルニア州にてデビュー、リングネーム「ヤング・ワタナベ」。いきなりメインの4回戦に出場して見事判定勝利を飾る。イベント勢いに乗って一年半の間に16連勝無敗（公式記録なし）の快進撃を見せた渡辺の人気は高まり、「キング・オブ・フォアラウンド」のニックネームまでついた（当時のカリフォルニア州は4回戦以上を禁止）1910年1月にはカリフォルニア州ライト級王者ウィリー・ハッパーに挑戦。善戦したものの惜しくも判定負けで初敗北を喫する。負けじ魂に火がついた渡辺は、同年7月に再びハッパーに挑戦し、判定勝利で見事雪辱。異国の地でボクシングのタイトルを手に入れることに成功した。1921年、帰国。同年12月25日、東京目黒に日本初の本格的ボクシングジム「日本拳闘倶楽部」（通称「日倶」）を創設。これが日本ボクシングの幕開けとなった。
1922年5月7日、靖国神社境内の野外相撲場でボクシングの興行「日米拳闘大試合」を主催。それまでプロボクシングの試合は見世物興行のみでしか行われていなかったため、これが日本初の正式なプロボクシング興行とされる。しかし、この興行は赤字になり失敗に終わっている。
1926年7月14日に、神田ブラジルにて、「全國学生拳闘連盟」とともに（JABF日本ボクシング連盟の前身）「全日本アマチュア拳闘連盟」の発会式がおこなわれた。学生連盟の会長は勇次郎が、アマチュア連盟の会長は大日本帝国陸軍中将の堀内文次郎が就任した。更に勇次郎は日本体育協会理事にも就任。
1926年（大正15年）11月27日と28日に、靖国での第1回全日本アマチュア拳闘選手権大会を開催した。
1928年アムステルダムオリンピックの日本選手団ボクシングチームの監督務め
- 臼田金太郎（明大出）
  - ウェルター級：準々決勝敗退
- 岡本不二（東洋商出）
  - バンタム級：1回戦敗退

1931年現在の東日本ボクシング協会の前身たる全日本プロフェッショナル拳闘協会結成に参加。
1952年4月21日東京会館での帝拳ジム初代マネージャーで東日本協会理事長本田明が東京ドーム (企業)の前身・後楽園スタジアム社長田辺宗英をJBC日本ボクシングコミッション初代コミッショナーに推戴する式典にも来賓として列席。